# عبد الله الدردري
عبد الله عبد الرزاق الدردري هو مساعد الأمين العام للأمم المتحدة ومدير برنامج الأمم المتحدة الإنمائي ومدير المكتب الإقليمي للدول العربية. قبل تعيينه في عام 2023، كان الممثل المقيم لبرنامج الأمم المتحدة الإنمائي في كابول، أفغانستان. عمل سابقًا في البنك الدولي. كما شغل عدة مناصب في حكومة الجمهورية العربية السورية. 
في أيلول 2014، تم تعيينه نائبًا للأمين التنفيذي للجنة الاقتصادية والاجتماعية لغرب آسيا.

## المهام الرئيسية
1- مدير إدارة التنمية الاقتصادية والعولمة في الإسكوا (2011- حتى الآن)
وهي لجنة الأمم المتحدة الاقتصادية والاجتماعية ومقرها بيروت، لبنان
وقد تم تعيينه في هذه اللجنة بعد ان اقاله الرئيس السوري بشار الاسد اثر قيام الثورة السورية في منتصف عام 2011 والتي كان من مطالبها الاصلاحات السياسية والتي كان أحد اسبابها هو الضغوط الاجتماعية التي حصلت بسبب الاصلاحات الاقتصادية التي تبناها حزب البعث للانتقال من الاقتصاد الاشتراكي إلى اقتصاد السوق الحر
```
2- نائب رئيس الوزراء للشؤون الاقتصادية (من 2006 -2011)
```

- عينه الرئيس بشار الاسد ليكون أول نائب اقتصادي في سوريا.
- بدأ بتطبق الاصلاجات الاقتصادية على الاقتصاد السوري لنقله من اقتصادي اشتراكي 100% إلى اقتصاد السوق الحر وهو الاقتصاد الرأسمالي
ولكن الحكومة السورية كانت تسميه (اقتصاد السوق الاجتماعي)للتقليل من وقع الكلمة لانها تخالف عقيدة حزب البعث العربي الاشتراكي وشعاره (وحده حرية اشتراكية)
2- ادخل العديد من الاصلاحات الهيكلية على الاقتصاد السوري وهذه الاصلاحات التي كانت تسجم 100% مع اصلاجات البنك الدولي ومنظمة التجارة العالمية.
حيث قام بما يلي:
أ - فتح الاستيراد:
حيث تم فتح الاستيراد لكل التجار ولمختلف أنواع البضائع (دون النظر إلى اهميتهاو اثرها على الاقتصاد اوالصناعه المحلية أو المستهلك) مما انعكس سلبا على المصانع الوطنية وادى إلى افلاسها وخروجها من السوق نهائيا (واهمها صناعة ملابس الأطفال والجوارب والعاب الأطفال وغيرها الكثير)
حيث ان اغلب المصانع الصغيرة والمتوسطة لم تستطع البقاء والمنافسة بسبب دخول البضائغ الصينية المستورده المنخفضة السعر
ب - رفع الدعم الحكومي عن المشتقات النفطية:
بعد ان كان ذلك من المحرمات لان الاقتصاد الاشتراكي يفاخر بدعمه للطبقات العامله تغيرت سياسه الدعم الحكومي للمشتقات النفطية
حيث كان سعر المازوت (9 ليرات / لتر من عام 1993 حتى 2006)
ثم فجأة تم رفع السعر إلى (16 ليرة / لتر عام 2006)وبدون أي اعلان مسبق للمواطنين مما اثار بلبله في السوق وشهد ارتفاعا في اسعار اغلب المنتجات المحلية الزراعية وغيرها ووكذلك المنتجات المستورده لان اغلب المعدات الزراعية والنقل تعتمد على المازوت
ثم ثم فجأة تم رفع السعر إلى (25 ليرة / لتر عام 2008)وبدون أي اعلان مسبق للمواطنين (وكانت حجة الحكومة ان النفط ارتفع سعره عالميا ووصل قريبا من 100 دولار/ للبرميل) مما اثار بلبله في السوق وشهد ارتفاعا في اسعار اغلب المنتجات المحلية والمستورده
ج- رفع سعر الكهرباء (لتقليل الدعم الحكومي)
وتغيير سعر شرائح الاستهلاك (فئات استهلاك الكهرباء)التي كانت على اساسها توضع الاسعار للمواطنين
د- رفع سعر المتر المعكب من الماء (لتقليل الدعم الحكومي)
وتغيير سعر شرائح الاستهلاك (فئات استهلاك الماء)التي كانت على اساسها توضع الاسعار للمواطنين
هـ تعديل العديد من القوانين حتى تتوائم مع قوانين منظمة التجارة العالمية:
مثل:
خفض الضرائب على المستوردات
تعديل قوانين الاستثمار الاجنبي
إنشاء بورصه للاوراق المالية
فتح العديد من البنوك الاجنية وشركات التأمين والتي يملكها القطاع الخاص بنسبة 100% وهذا ماكان ممنوعا وبشكل قطعي في الاقتصاد الاشتراكي
3- ادت جميع الاصلاحات الاقتصادية إلى اثار مدمرة للاقتصاد السوري الضعيف اصلا حيث:
ارتفعت الاسعار
زادت البطالة
زاد التضخم
زاد عدد الفقراء وتاكلت الطبقة الوسطى من الشعب
زاد عدد الاغنياء وفاحشي الثراء
اغلقت العديد من المصانع الصغيرة في دمشق وحمص وحلب بسبب المنافسة التجارية غير الشريفة التي نتجت عن الاستيراد من الصين
4- مستشارا للحكومة السورية (في الاعوام 1998- 2006)
الإشراف على تطوير وتنفيذ مشاريع التعاون الفني للبرنامج الإنمائي في سورية في مجالات التنمية الإنسانية والإدارية والإصلاح الاقتصادي وحماية البيئة. ومن هذه المشاريع:
- - مركز دعم القرار
- - التنمية الإدارية
- - الإصلاح الاقتصادي
- - دعم مفاوضات الشراكة الأوروبية
- - تنسيق المعونات الخارجية
- - تطوير العمل البرلماني
- - دعم مصرف سورية المركزي

" التحاور مع الجهات الرسمية والمنظمات الشعبية والأهلية في قضايا التنمية الإنسانية والحكم الصالح وتخفيف الفقر والإصلاح الاقتصادي بهدف التوصل إلى رؤى مشتركة لمشاريع تعاون مستقبلية.
" تنسيق مشروع إعداد تقرير التنمية البشرية السوري لعام 2003.
" العمل في مجالات تعبئة الموارد المحلية والخارجية لتمويل مشاريع البرنامج الإنمائي في سورية.
" عضو في فريق التحرير لتقرير التنمية الإنسانية العربية الأول والثاني.
" رئيس فريق عمل تطوير سياسات الموارد البشرية لنحو 6000 موظف محلي في برنامج الأمم المتحدة الإنمائي في جميع أنحاء العالم.
" مستشار برامج في مقر البرنامج الإنمائي في نيويورك للإشراف على نشاطات البرنامج في الأردن ولبنان واليمن.
" رئيس رابطة موظفي الأمم المتحدة في سورية.
" تطوير وتنفيذ مشروع التعاون المشترك مع الأمم المتحدة لتنمية التجارة العربية البينية. وقد حقق هذا المشروع صفقات تجارية بين الدول العربية بقيمة تتجاوز 370 مليون دولار أمريكي خلال اقل من ثلاث سنوات، منها نحو 100 مليون دولار لصالح شركات سورية.
" تقديم الدعم الفني لهيئات تنمية الصادرات العربية في مجال الانضمام إلى منظمة التجارة العالمية.
" إعداد الدراسات الاقتصادية عن مجالات وفرص تنمية التجارة العربية في ظل العولمة.
" إعداد الدراسات عن احتياجات الدول العربية في مجال تمويل التجارة وتحديد المخاطر الائتمانية لهذه الدول
" العمل على توفير تسهيلات ائتمانية لصالح المصدرين السوريين بقيمة 10 ملايين دولار أمريكي لدى المصرف التجاري السوري.
" إعداد وتنفيذ مشاريع التعاون الفني في مجالات تنمية الصادرات وتطوير الصناعة.
" الإشراف على وضع مشروع الاستراتيجية الوطنية لحماية البيئة.
" الاشراف على تنفيذ مشروع تطوير النظام الإحصائي في سورية.
" تعبئة الموارد المحلية والدولية لصالح مشاريع البرنامج الإنمائي في سورية.
" وضع إستراتيجية لترويج الصادرات من سورية
" وضع إستراتيجية لترويج الاستثمار في سورية
" وضع إستراتيجية للمؤسسات الصغيرة والمتوسطة في سورية
" تحليل لواقع التنافسية للاقتصاد السوري

## الخبرة الأكاديمية
" مشرف على حالات عملية في المعهد الوطني للإدارة العامة INA حتى عام 2011.
" محاضر لمادة "المعلوماتية في التنمية" باللغة الإنكليزية في كلية المعلوماتية جامعة دمشق.
" عضو مجلس إدارة برنامج الماجستير التنفيذي لإدارة الأعمال في المعهد العالي لإدارة الأعمال (هيبا)
" محاضر في العلاقات الاقتصادية الدولية في جامعة الشارقة.
" محاضر في نظرية الإدارة في كلية الاقتصاد جامعة دمشق.
" محاضر في العلاقات الدولية في المعهد العالي للعلوم السياسية
" محاضر في الإعلام الدولي في قسم الصحافة بكلية الآداب بجامعة دمشق.

## الدراسات والأبحاث
مجموعة كبيرة من الدراسات والمحاضرات والأبحاث المنشورة في دوريات عالمية وسورية وعربية، منها:
" العلاقة بين سياسات الاستثمار والتصدير في سورية/الندوة الاقتصادية لمعرض دمشق الدولي.
" تكاليف وعقبات التجارة العربية البينية/البنك الدولي ومجلس العلاقات الخارجية في واشنطن.
" اثر انتشار المعلوماتية على التجارة البينية في المنطقة العربية/البنك الإسلامي للتنمية.
" العلاقة بين الموارد المائية وسياسة التجارة الخارجية العربية/مركز التنمية والبيئة في القاهرة.
" الورقة العربية حول التجارة والبيئة إلى اجتماع الدوحة لمنظمة التجارة العالمية/مركز التنمية والبيئة.بالقاهرة
" تطوير التجارة العربية في مجال المنتجات الزراعية/نشرة "التجارة العربية البينية"/برنامج تمويل التجارة العربية.
" تطوير التجارة العربية في مواد البناء/نشرة "التجارة العربية البينية"/برنامج تمويل التجارة العربية
" تطوير التجارة العربية البينية في المنتجات النسيجية/نشرة "التجارة العربية البينية"/برنامج تمويل التجارة العربية.

## التعليم
" الدراسات العليا في العلاقات الدولية/معهد لندن للاقتصاد والعلوم السياسية/جامعة لندن.
" ماجستير في العلاقات الدولية من البرنامج البريطاني لجامعة جنوب كاليفورنيا.
" الإجازة في الاقتصاد من جامعة ريتشموند الاميركية الدولية في لندن
" دبلوم في علوم الحاسوب من جامعة ريتشموند الاميركية الدولية في لندن.
" دراسات عليا في اقتصاد البيئة التطبيقي/جامعة لندن
" دبلوم العلوم المصرفية/معهد البحرين للدراسات للمالية والمصارف.
" الدبلوم الجامعي في اللغة الفرنسية المتخصصة للاقتصاد/جامعة غرونوبل/فرنسا 1997-2002 رئيس قسم ترويج التجارة في برنامج تمويل التجارة العربية/صندوق النقد العربي.
المهام الرئيسية:
1993-1997 المدير الوطني لبرنامج الأمم المتحدة الإنمائي في سورية. المهام الرئيسية: 1996-1997 مستشار لدى مركز الأعمال السوري الأوروبي. المهام الرئيسية: 1989-1993 مدير مكتب صحيفة الحياة في دمشق 1988-1989 محرر الشؤون الدولية في صحيفة الحياة في لندن 1986-1988 باحث اقتصادي في مكتب جامعة الدول العربية في لندن
رد مع اقتباس